# Dramma

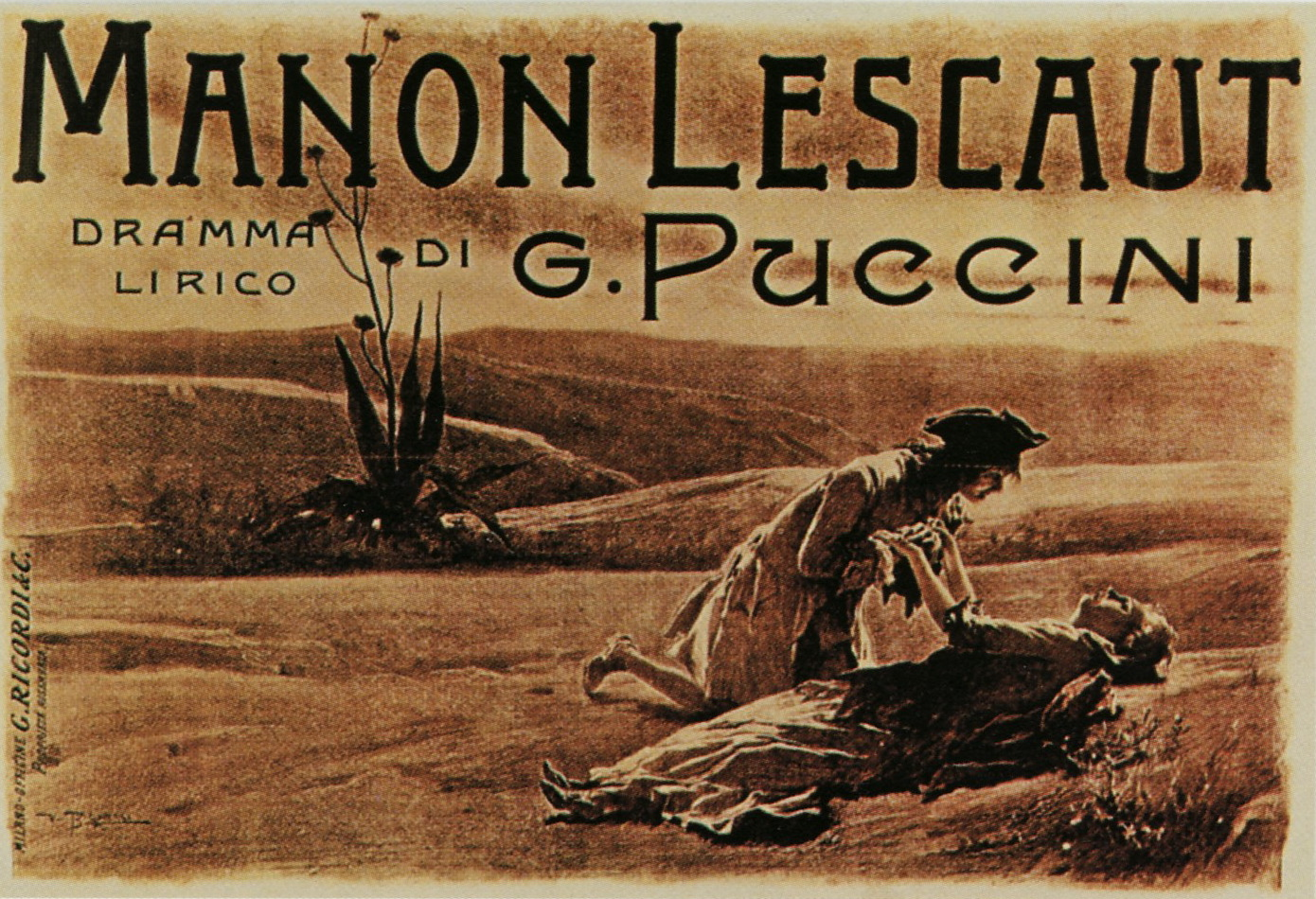
Locandina della prima rappresentazione del dramma Manon Lescaut, di Giacomo Puccini

Un dramma (dal greco antico δρᾶμα?, drâma, "azione, storia") è una forma letteraria che include parti scritte per essere interpretate da attori.
In senso lato è un intreccio narrativo compiuto e destinato alla rappresentazione teatrale. Può essere in forma verbale scritta (ogni opera letteraria che preveda parti recitate o cantate) oppure improvvisata da un attore,  o ancora in forma di narrazione non verbale, tramite la gestualità o la danza. Il termine dramma, se inteso in senso restrittivo, si applica esclusivamente alle opere teatrali scritte. Nell'opera lirica, si ricorre in genere al termine libretto.

## Storia

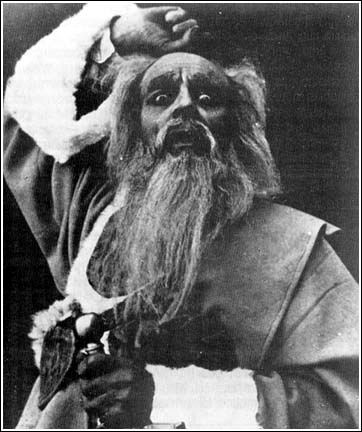
L'attore teatrale Dobrica Milutinović nei panni di re Lear, protagonista dell'omonima tragedia shakespeariana

### Dramma greco classico
Il dramma occidentale ha origine nella Grecia classica. La cultura teatrale della città-stato di Atene ha prodotto tre generi drammatici: la tragedia, la commedia ed il dramma satiresco. Le loro origini rimangono oscure, anche se dal V secolo a.C furono istituzionalizzate in competizioni tenute come parte delle festività che celebravano il dio Dioniso. Gli storici conoscono i nomi di molti antichi drammaturghi greci, non ultimo quello di Tespi, a cui viene attribuita l'innovazione di un attore ("hypokrites") che parla (piuttosto che cantare) ed impersona un personaggio (invece che parlare in prima persona), mentre interagendo con il coro ed il suo leader ("coryphaeus").
Solo una piccola parte del lavoro di cinque drammaturghi è sopravvissuta fino ad oggi: abbiamo un piccolo numero di testi completi dei tragici Eschilo, Sofocle ed Euripide, e degli scrittori comici Aristofane e, dalla fine del IV secolo, Menandro. La tragedia storica di Eschilo I Persiani è il dramma più antico sopravvissuto, anche se quando vinse il primo premio al concorso Dionisie della città nel 472 a.C., scriveva opere teatrali da oltre 25 anni. La competizione ("agon") per le tragedie potrebbe aver avuto inizio già nel 534 a.C.; i documenti ufficiali ("didaskaliai") iniziano dal 501 a.C., quando fu introdotta la rappresentazione del dramma satiresco. I drammaturghi tragici erano tenuti a presentare una tetralogia di opere teatrali (sebbene le singole opere non fossero necessariamente collegate tra loro), che di solito consisteva in tre tragedie ed un dramma satiresco (sebbene siano state fatte eccezioni, come nel caso di Alcesti di Euripide nel 438 a.C.). La commedia fu ufficialmente riconosciuta con un premio nella competizione dal 487 al 486 a.C.
Cinque drammaturghi comici hanno gareggiato nella Dionisie (anche se durante la guerra del Peloponneso questo numero può essere stato ridotto a tre), ognuno dei quali offre una sola commedia. La commedia greca antica è tradizionalmente divisa tra "vecchia commedia" (V secolo a.C.), "commedia centrale" (IV secolo a.C.) e "nuova commedia" (fine del IV secolo - 2 a.C.).

## Descrizione
Un dramma può avere argomento tragico o comico, a seconda delle situazioni descritte.
Nella accezione d'uso comune invece, si tende a designare con questo termine vicende dolorose o problemi esistenziali, o altri eventi di portata tragica.
Drammi possono essere rappresentati tramite diversi tipi di media: spettacoli dal vivo, cinema, televisione.
Nel teatro, il dramma ha mantenuto l'accezione in uso nell'Antica Grecia, dove indicava un qualsiasi componimento destinato alla scena, fosse esso una tragedia o una commedia, e arrivando a essere sinonimo stesso di teatro (theatron). In genere le parole derivate hanno mantenuto il senso originario, legato a una scrittura teatrale: drammatizzazione, drammaturgia. Per l'aggettivo drammatico ci sono invece diverse consuetudini d'uso: più legato alle radici teatrali per gli addetti ai lavori di questa disciplina, relativo al concetto di dramma nel suo senso tragico nel senso comune. Per fare un esempio, a teatro si indica come un bravo attore drammatico colui che in generale padroneggia l'arte drammatica, mentre si è soliti definire drammatico un attore di cinema o televisione unicamente in relazione al contenuto tragico o conflittuale della sua recitazione.
Il concetto di dramma e di drammaticità è legato maggiormente a un dialogo che non a un monologo o a una lirica (pur potendo etimologicamente essere riferita a qualunque forma letteraria destinata alla scena). È con la presenza di almeno un altro attore dialogante che si può meglio esprimere la caratteristica principale del dramma: il contrasto tra almeno due differenti elementi. Bernard Shaw, introducendo il suo primo volume di commedie, afferma: «Non c'è opera teatrale senza conflitto». Un contrasto può verificarsi anche in un testo leggero, e costituisce la sua ossatura.
Il binomio dramma-conflitto si esprime spesso anche in campi diversi da quello strettamente teatrale: spesso ci si riferisce a opere letterarie non destinate alla scena, parlando della loro drammaticità, o similmente con opere musicali o di altre arti.
Il dramma è un metodo specifico di fiction mimesi nelle performance. Considerato come un genere di poesia in generale, il metodo drammatico è stato contrapposto ai metodi epici e lirici fin dalla Poetica di Aristotele (335 a.C.) - la più antica opera drammatica.
Il termine "dramma" deriva da una parola greca che significa "azione" (in greco antico: δρᾶμα ?,  dramma), che deriva da "io faccio" (in greco antico: δράω?, dráō). Le due maschere associate al dramma rappresentano la tradizionale divisione generica tra commedia e tragedia. Sono simboli delle antiche Muse greche, Talia e Melpomene. Talia era la musa della commedia (la faccia che ride), mentre Melpomene era la musa della tragedia (la faccia che piange).
In inglese (come era il caso analogo in molte altre lingue europee), il termine "play" o "game" (che traduce la lingua inglese antica plèga o la lingua latina ludus) era il termine standard usato per descrivere il dramma fino al tempo di William Shakespeare, proprio come il suo creatore era un"play-maker" piuttosto che un "drammaturgo" e l'edificio era una "playhouse" piuttosto che un "teatro". L'uso della parola "dramma" in senso stretto per designare un tipo specifico di gioco risale all'era moderna. "Drama" in questo senso si riferisce ad un'opera teatrale che non è né una commedia né una tragedia - per esempio, la Teresa Raquin di Zola (1873) o Ivanov di Cechov (1887). Questo è il senso che le industrie cinematografiche e televisive, insieme alla filmologia, hanno adottato per descrivere il "dramma" come genere cinematografico nei rispettivi mezzi di comunicazione. "Radiodramma" è stato utilizzato in entrambi i sensi - originariamente trasmesso in un'esibizione dal vivo, è stato anche usato per descrivere un forte e serio fine dell'emissione drammatica della radio.
La messa in scena del dramma in teatro, eseguita da attori su un palcoscenico davanti a degli spettatori, presupponeva modalità di produzioni collaborative ed una forma collettiva di accoglienza. La struttura dei testi drammatici, a differenza di altre forme di letteratura, è direttamente influenzata da questa produzione collaborativa e dalla ricezione collettiva. La prima tragedia moderna Amleto (1601) di Shakespeare e la tragedia classica ateniese Edipo re (429 a.C. circa) di Sofocle sono tra i capolavori dell'arte del dramma. Un esempio moderno è Lungo viaggio verso la notte di Eugene O'Neill.
Il dramma è spesso combinato con la musica e la danza: il dramma nell'opera è generalmente tutto cantato; i musical generalmente includono sia dialoghi parlati che canzoni; ed alcune forme di dramma hanno musiche di scena o accompagnamento musicale che sottolinea il dialogo (il melodramma giapponese Nō, per esempio). Il closet drama descrive una forma che è destinata ad essere letta, anziché eseguita. Nell'improvvisazione, il dramma non preesiste al momento della performance; gli esecutori escogitano una sceneggiatura drammatica spontaneamente davanti ad un pubblico.

### Dramma classico
Un dramma classico non ha una connotazione molto precisa. Generalmente suole indicare le drammaturgie di tragici e comici del mondo greco e latino vissuti tra l'Atene del V secolo a.C. fino alla Roma I secolo d.C. In base al periodo storico, il dramma classico si presenta ora come politicamente/religiosamente impegnato e ora come semplice divertimento delle classi agiate.
I generi principali - la tragedia e la commedia - erano altresì diversificati per autore e contesto storico, ma mantenevano delle basi comuni: la tragedia rappresentava sempre un argomento mitico (con qualche rara eccezione di argomento storico) e faceva ausilio di uno stile spesso solenne, nonché di molti macchinari scenici, mentre la commedia una vicenda fantastica o presa dalla vita quotidiana. Da non dimenticare i generi minori, quali le farse o i mimi romani.
Le opere drammaturgiche classiche non erano destinate alla pubblicazione, ma alla sola rappresentazione; ne consegue che il principio chiave del teatro classico era la pura rappresentabilità della vicenda. Non abbiamo dei manoscritti realmente originari, dato che il contenuto veniva continuamente variato e rimaneggiato (è il caso degli attori, che eliminavano o cambiavano versi e spesso li sostituivano con i propri). Non vi sono didascalie, se non quelle implicite oppure riprodotte in epoche postume come note marginali: quelle realmente presenti sono le didascalie “sceniche”, evocate dalla parola.

### Dramma medievale
Il dramma medievale ha diverse manifestazioni e correnti.
Le correnti erudite e profane cercano di perpetuare il più possibile il culto dell'antica letteratura; tra le sue forme troviamo il “mimo conviviale patrizio” e la “commedia elegiaca”, entrambi scritti in latino e di fattura più letteraria che drammatica (venivano infatti letti in cenacoli ristretti).
Le correnti religiose - per rimediare alla corruzione dei costumi - tentano la conciliazione del nuovo spirito religioso con le vecchie forme pagane. L'esito è la sacra rappresentazione: si fa risalire la sua nascita all'omelia sacra, quando questa diventa dialogica a scopo didattico ed esortativo. Una tesi più fondata fa risalire la sacra rappresentazione allo sviluppo della liturgia romana, che già nella sua pura forma celebrativa è pervasa di elementi drammatici (il sacrificio della Messa come rappresentazione simbolica, in forma dialogica tra celebrante e assistenti). 
Il dramma liturgico rimane strettamente connesso al rito: viene recitato in latino da sacerdoti che sostengono le parti più diverse e cambiano identità non tanto attraverso costumi o trasformazioni fisiche, quanto tramite una stilizzazione esteriore. Nella figura del sacerdote-attore i credenti contemplano l'agognata anticipazione della venuta di Cristo sulla terra.
Il dramma liturgico, a differenza di quello classico, non adotta il criterio delle tre unità aristoteliche e si esprime più in forma pittorica che rappresentativa. Se il dramma classico metteva in scena un solo fatto in maniera lineare e in un solo luogo, il dramma medievale di contro segue l'eroe in tutte le sue età: non viene rappresentato, ad esempio, il momento in cui Gesù resuscita Lazzaro, ma tutta la vita del protagonista. Necessariamente la scena diventa multipla, creata da diverse scene allineate e divise l'una dall'altra mediante uno scompartimento: sono i cosiddetti “luoghi deputati”.
Infine abbiamo un teatro popolare, caratterizzato sia dall'aspetto buffonesco (tipico dei mimi e delle farse) sia religioso. Tipico fu il “Dramma misto”, che si è distinto dal dramma liturgico per la contaminatio dei generi e l'introduzione delle prime frasi in volgare. Nella produzione di questa corrente troviamo anche delle commedie, di cui è rimasta una famosa pantomima, la Cena Cypriani.
Il teatro popolare trova spazio anche nelle cosiddette Libertates Decembris. Sono rappresentazioni di carattere occasionale, costituite da una processione pseudo-ecclesiastica guidata da un giovinetto vestito da vescovo; il corteo parte dalla chiesa fino ad arrivare all'episcopio, in cui il clero e/o il vero vescovo vengono benedetti in forma ridicola e parodica.

### Dramma borghese
Il dramma borghese è un componimento teatrale che rappresenta personaggi della piccola e media borghesia o dei ceti cittadini agiati ma non appartenenti alla nobiltà e ne descrive la vita quotidiana, le disavventure, le aspirazioni. Si è sviluppato tra il XVIII e il XIX secolo.